# Akodon azarae
Akodon azarae é uma espécie de roedor da família Cricetidae. Pode ser encontrada na Argentina, Uruguai, Paraguai e Brasil.